# Henschia depressiensis
Henschia depressiensis är en insektsart som beskrevs av Alexander Fyodorovich Emeljanov 1972. Henschia depressiensis ingår i släktet Henschia och familjen dvärgstritar. Inga underarter finns listade i Catalogue of Life.